# El Ghedir
El Ghedir (em árabe: الغدير) é uma comuna localizada na província de Skikda, Argélia. De acordo com o censo de 2008, a população total da cidade era de 6 458 habitantes.